# Tepelný most
Tepelný most (nebo také tepelná vazba) je místo v konstrukci, kde konstrukcí domu uniká více tepla než v ostatních místech tepelné obálky objektu. Dochází k větším tepelným tokům než v jeho okolí. Projevuje se chladnějším povrchem.
Typická jsou například napojení dvou různých konstrukcí (otvorové výplně – okna, dveře) nebo také změny v geometrii konstrukce (např. rohy). Dále pak prvky, které procházejí vrstvou tepelné izolace (např. kotvení pergol). Jakýkoliv prostup vrstvou tepelné izolace totiž ve výsledku snižuje její efekt. Zvláště pokud se jedná o materiál velmi vodivý. Taková konstrukce může fungovat i jako chladič.

## Druhy tepelných mostů
- stavební (napojení dvou konstrukcí)
- geometrické (roh, ukončení zdi)
- systematické (místa s horší tepelnou izolací, např. spáry)
- konvektivní (k přenosu dochází prouděním)

## Tepelné ztráty
Špatně vyřešené detaily mohou způsobit velké tepelné ztráty objektu. V 70. letech tepelné ztráty tepelnými mosty činily 7 %, pokud budeme dům izolovat podle doporučení normy, budou tepelné mosty "užírat" více než čtvrtinu tepla.
Největšími riziky pro uživatele domu či bytu nejsou samotné tepelné ztráty, ale zejména projevy existence tepelných mostů. A to v oblasti statiky a hygieny. Konkrétně se jedná se o kondenzaci vody, která je velkým nepřítelem stavby a může mít vliv na její statiku, a výskyt vlhkostních map a plísní, které mají prokazatelně negativní vliv na lidský organizmus. V případě poškození izolace je nutné poškozené místo co možná nejdříve zapravit. Hrozí riziko zatečení vody do poškozeného místa. Pokud by dokonce došlo k zamrznutí, voda roztrhá zateplení včetně fasády.